# How to Seize a Dragon's Jewel
 How to Seize a Dragon's Jewel (no Brasil,  Como Pegar a Joia do Dragão ) é o décimo livro da série Como Treinar Seu Dragão, escrita e ilustrada pela autora bestseller Cressida Cowel. Foi lançado no Reino Unido em 01 de outubro  de 2012 pela Editora Hodder Children's Books e no Brasil em setembro de 2013 pela Editora Intrínseca.

## Sinopse
Soluço Spantosicus Strondus III foi um extraordinário Herói Viquingue. Chefe guerreiro, mestre no combate com espadas e naturalista amador, era conhecido por todo o território viquingue como "O encantador de dragões", devido ao poder que exercia sobre as terríveis feras.
Na última vez em que se soube de Soluço, as coisas não estavam nada boas para o lado dele. A Rebelião dos Dragões havia começado. Malvado Melequento era o novo Chefe da Tribo dos Hooligans Cabeludos, Stoico fora banido e carregava na pele a Marca dos Escravos. Alvin, o Traiçoeiro, conseguira reunir oito das Dez Coisas Perdidas do Rei e se autoproclamara o Rei do Oeste Mais Selvagem. Mas o que Soluço poderá fazer, agora que está exilado e sozinho, sendo caçado tanto pelos humanos quanto pelos dragões? Será que ele conseguirá encontrar a Joia do Dragão, a última relíquia do Rei e única esperança de salvação da humanidade? E se encontrar, o que fará com ela?

## Enredo
Um ano após os eventos do livro anterior, Soluço ainda não encontrou a Joia do Dragão e é procurado por todo o Arquipélago Barbárico, que agora é liderado por Alvin e sua mãe. A bruxa envia a mãe de Soluço, Valhalarama para caçar o pária, não informando-lhe que o alvo era o seu próprio filho. Depois de enfrentar sua mãe e seu dragão, Soluço decide ir até a Terra dos Escravos de Âmbar para encontrar a Joia e seu amigo Perna-de-Peixe.
Enquanto isso, Furioso envia um Sombra Mortal, um dragão de três cabeças que se camuflar, para matar Soluço. Soluço se disfarça e se infiltra na Prisão Coração Negro, onde descobre que Alvin escravizou os viquingues que o apoiaram e os enviou para a Terra dos Escravos de Âmbar para encontrar a Joia do Dragão. Através da sua nova amiga Eggingarda, Soluço descobre Perna-de-Peixe desapareceu enquanto procurava a Joia com seu grupo, Os Caçadores-Âmbar (coincidentemente liderados por Stoico, o Imenso). Soluço também aprende sobre o Monstro da Terra dos Escravos de Âmbar, um dragão com olhos em suas garras.
No dia seguinte, os Caçadores-Âmbar partem para encontrar a Joia mas não a encontram, como nas outras tentativas. Naquela noite, Soluço é sequestrado por Camicazi e seu grupo de artistas da fuga, que salvam os presos da Prisão Coração Negro. Soluço opta por ficar e encontrar Perna-de-Peixe, e ordena Camicazi a levar Eggingarda de volta para sua mãe. Na manhã seguinte, o capacete de Soluço é encontrado, obrigando-o a revelar-se a Alvin e a bruxa. Eles o forçam a buscar a Joia em seu triciclo a vela, no qual Camicazi escondeu-se. Para sua consternação, Soluço é raptada pelo Sombra Mortal invisível e está prestes a ser morto por ele.
A cabeça do meio do Sombra Mortal, chamada Paciência, percebe o cordão de para de lagosta que Perna-de-Peixe deu a Soluço. O Sombra Mortal - cujas três cabeças se chamam Arrogância, Paciência e Inocência – contam a Soluço que eram um dragão de uma mulher Berserker, e que juraram proteger o filho dela, que era o dono do cordão de pata de lagosta. Soluço admite que não é esta criança, e que ele está desaparecido após ser sugado para um buraco no chão enquanto buscava a Joia. O Sombra Mortal decide ajudar Soluço buscar Perna-de-Peixe e eles vão até o local no qual Perna-de-Peixe desapareceu, e acham a sua mochila de cesto de lagosta e acreditam que ele está morto. Como Perna-de-Peixe está morto, o Sombra Mortal decide matar Soluço, pois eles fizeram uma promessa a Furioso. Uma armadilha para dragões  ativa, prendendo o Sombra Mortal. Soluço liberta o dragão, que decide lhe contar sua história. O Sombra Mortal era o dragão de uma mulher berserker. Essa mulher teve um filho nanico, que pela lei devia ser jogado no mar para morrer. O dragão havia prometido cuidar do bebê no mar, então a mulher Berseker deu a seu filho um cordão de pata de lagosta e o lançou no mar. O Sombra Mortal o seguiu, mas eles acabaram o perdendo de vista. Soluço conta-lhes que o bebê derivou para Berk e cresceu para se tornar Perna-de-Peixe, seu melhor amigo.
Após isso, o Monstro da Terra dos Escravos de Âmbar rapta Soluço e o leva para sua toca. Deduzindo que o monstro é o Presa Escorregadia da Terra, Soluço se finge de morto, a fim de atacar o monstro em seu ponto fraco, no meio de sua cabeça. Depois de matar o monstro, Soluço descobre a Joia em sua toca, junto com Perna-de-Peixe.
Após o Sombra Mortal resgatá-los, Valhalarama mais uma vez ataca Soluço e sua turma e leva Soluço e a Joia para Alvin e a bruxa. Na prisão, a bruxa tenta convencer Valhalarama a entregar a Joia e Soluço, mas ela permanece em silêncio. Ela explica que viveu toda sua vida buscando as Coisas do Rei e também dá um discurso sobre a causa de Soluço, terminando-o, coloca a Marca dos Escravos em sua testa e a renomeia de Marca do Dragão. Uma briga se segue entre a Companhia do Marca do Dragão (os escravos) e o exército de Alvin. O Rebelião dos Dragões se junta a eles e caos estoura. A Companhia do Marca do Dragão se retira para a ilha das Ladras do Pântano, enquanto Soluço tenta resgatar Banguela e Presa de Odin de Alvin. Ele consegue, mas no processo Alvin rouba a Joia do Dragão dele. Soluço e seu grupo vão para o seu esconderijo secreto, e Soluço discute suas falhas com Presa de Odin. Presa de Odin conforta Soluço e diz-lhe que vai ficar tudo bem, mas secretamente se pergunta se Soluço não está certo. Ele olha para as estrelas e decide que ele tem que confiar Soluço e esperar o melhor.

## Capítulos
Segue uma lista com o nome dos capítulos do livro em português do Brasil conforme a tradução da Editora Intrínseca.
| #  |  | Brasil                                                                   |
| -- |  | ------------------------------------------------------------------------ |
| #  |  | Prólogo, por Soluço Spantosicus Strondus III                             |
| 1  |  | O Guerreiro                                                              |
| 2  |  | Alguns probleminhas de comunicação                                       |
| 3  |  | Soluço deve morrer"                                                      |
| 4  |  | "Um dos planos menos brilhantes de Soluço"                               |
| 5  |  | "O lado errado do portão"                                                |
| 6  |  | "A bruxa Excelinor está um pouco aborrecida"                             |
| 7  |  | "Uma história para dormir verdadeiramente assustadora"                   |
| 8  |  | "À procura de âmbar nas Terras dos Escravos de Âmbar"                    |
| 9  |  | "Os Confins do Mal"                                                      |
| 10 |  | "O Sombra Mortal"                                                        |
| 11 |  | "Uma surpresa genuína"                                                   |
| 12 |  | "Mamãe-ursa"                                                             |
| 13 |  | "O passado sempre acerta as contas com você"                             |
| 14 |  | "A sorte sorri para Alvin"                                               |
| 15 |  | "Soluço parte em busca da Joia"                                          |
| 16 |  | "O Sombra Mortal de Três Cabeças"                                        |
| 17 |  | "Por acaso eu já disse que o passado sempre acerta as contas com você? " |
| 18 |  | "À procura de Perna-de-peixe"                                            |
| 19 |  | "O Monstro e o Garoto-escravo"                                           |
| 20 |  | "Ó céus"                                                                 |
| 21 |  | "Uma história do passado"                                                |
| 22 |  | "O que aconteceu em seguida"                                             |
| 23 |  | "Alguns dragões são mesmo monstros"                                      |
| 24 |  | "A piscadela de um arenque vermelho"                                     |
| 25 |  | "Não creio que eu esteja morto"                                          |
| 26 |  | "Um fantasma do passado"                                                 |
| 27 |  | "A história termina como começa"                                         |
| 28 |  | "Enfrentando as consequências...e Alvin e a Bruxa"                       |
| 29 |  | "Um desdobramento inesperado"                                            |
| 30 |  | "A batalha da Prisão Coração Negro"                                      |
| 31 |  | "O esconderijo secreto"                                                  |
| #  |  | "Epílogo de Soluço Spantosicus Strondus III"                             |